# JVCケンウッド
株式会社JVCケンウッド（ジェイブイシーケンウッド、英: JVCKENWOOD Corporation）は、神奈川県横浜市神奈川区に本社を置く音響機器・カメラ・カー用品を中心とした電機メーカーであり、JPX日経インデックス400の構成銘柄の一つである。

## 概要
2008年（平成20年）10月1日に日本ビクター株式会社（JVC）と株式会社ケンウッドが共同で株式を移転し、両社の持株会社としてJVC・ケンウッド・ホールディングス株式会社として設立した。
日本ビクターの松下グループ離脱を機に設立され、かつての親会社初代パナソニック（現・パナソニックホールディングス）の持分法適用関連会社となっていたが、2011年（平成23年）1月に第三者割当増資して持株比率は20%以下となり、持分法適用会社から外れた。
2011年8月1日にJVC・ケンウッド・ホールディングス株式会社から株式会社JVCケンウッドへ商号を変更し、10月1日に傘下の日本ビクター株式会社、株式会社ケンウッド、J&Kカーエレクトロニクス株式会社を吸収合併して事業会社となる。

### 企業ビジョン
感動と安心を世界の人々へ
Creating excitement and peace of mind For the people of the world

## 沿革
- 2007年（平成19年）
  - 7月24日 - 日本ビクター株式会社と株式会社ケンウッドは資本と業務で提携し、経営統合の検討開始を発表した。
  - 8月10日 - 日本ビクターは、ケンウッドとスパークス・グループを割当先とする350億円の第三者割当増資を実施した。
  - 10月1日 - 日本ビクターとケンウッドの技術開発合弁会社、J&Kテクノロジーズ株式会社（後のJ&Kカーエレクトロニクス）を新設した。
- 2008年（平成20年）
  - 5月12日 - 日本ビクターとケンウッドは、株式を移転して共同持株会社を設立して経営統合することを合意した。
  - 6月27日 - 日本ビクターとケンウッド双方の株主総会が経営統合を承認する。
  - 10月1日 - JVC・ケンウッド・ホールディングス株式会社を設立し、同時に東京証券取引所第1部へ証券コード6632で上場した。
- 2010年（平成22年）
  - 6月14日 - 2010年10月1日に予定した事業子会社3社との合併延期を発表した[5]。
  - 8月1日 - 普通株式10株を1株とする株式併合を実施した。
- 2011年（平成23年）
  - 1月25日 - パナソニック株式会社（パナソニックホールディングス）の持株比率が20%以下となり、持分法適用対象外となる。
  - 8月1日 - JVC・ケンウッド・ホールディングスから株式会社JVCケンウッドへ商号を変更した。
  - 10月1日 - 事業子会社の日本ビクター、ケンウッド、J&Kカーエレクトロニクス株式会社を吸収合併して事業会社となる。
- 2012年（平成24年）
  - 1月5日 - パナソニックが株式の大半を売却して持株比率は1.75%となり、提携や協力関係を解消した[6][7]。
  - 2月1日 - 子会社のビクターファイナンス株式会社株式会社ケンウッド・システムズを吸収合併した[8]。
- 2013年（平成25年）7月1日 - 東京特殊電線株式会社から医療用ディスプレイ事業を会社分割で承継する。製造事業所の東特長岡は、JVCケンウッド長岡として当社の子会社となる。
- 2014年（平成26年）3月25日 - 北米向けデジタル無線規格P25に対応した業務用無線システムを手掛けるE・F・ジョンソンカンパニー（英語版）の全株式を取得し、連結子会社とする。
- 2015年（平成27年）
  - 4月 - イタリアの車載用部品事業会社「ASK Industries S.p.A」を連結子会社とする。
  - 4月 - 子会社であるテイチクエンタテインメントの株式を業務用カラオケ機器大手のエクシングへ譲渡する[9]。
- 2016年（平成28年）4月 - 業務用システム事業の子会社として、JVCケンウッド・公共産業システムを設立する。
- 2017年（平成29年）
  - 3月 - カードプリンタ事業を分割し、株式をAZ-Star 1号投資事業有限責任組合および兼松株式会社へ譲渡する[10]。
  - 4月 - JVCケンウッド・ケネックス及びJVCケンウッド・ホームエレクトロニクスを吸収合併する[11][12]。
- 2018年（平成30年）5月 - ドイツ「Rein Medical GmbH」の全株式を取得する。
- 2021年（令和3年）5月 - 米国の子会社Zetron, Inc（英語版）をオーストラリアのCodan Limited（英語版）へ譲渡する。
- 2022年（令和4年）
  - 4月 - 東京証券取引所が市場区分を見直し、市場第一部からプライム市場へ移行する。
  - 10月31日 - 八王子事業所の土地を売却することを発表[13]し、全部門を横浜本社へ移転する。

## 自社ブランド
日本ビクターとケンウッドが有するブランドを、商品カテゴリで使い分ける。2013年（平成25年）に東京特殊電線から継承したTOTOKUブランドを追加し、2018年7月1日以降はJVCブランドへ置換する。
JVC
高級オーディオ（2012年から2016年までの製品の一部）、業務用オーディオ（2009年から2022年までの製品の一部）、ゼネラルオーディオ（2012年から2022年までの製品の一部）、ポータブルオーディオ、AVアクセサリー）、プロジェクター、ビデオカメラ、カーナビゲーション（海外市場）、カーオーディオ（海外市場）、ドライブレコーダー、医用及び産業用モニター、記録メディア（超プレミアム系DVD-R、2015年まで）、ポータブル電源、ポータブルソーラーパネル、光触媒除菌脱臭機
KENWOOD
高級オーディオ、ゼネラルオーディオ、カーナビゲーション、ハンディGPSナビゲーション、カーオーディオ、ドライブレコーダー、無線機
Victor
高級オーディオ（2011年以前と2017年以降の製品）、ゼネラルオーディオ（2011年以前と2023年以降の製品の一部）、業務用オーディオ（2008年以前と2023年以降の製品の一部）、業務用放送システム（2008年以前と2023年以降の製品の一部）、補聴器、AVアクセサリー（2011年以前の全製品、2020年以降の高級HDMIケーブル、高級ヘッドホン、中級以上のイヤホン）、オルゴール、インテリア（2014年まで）、記録メディア（2015年まで）、USBメモリ（2015年までの全製品、2023年発売の推し声オーディオ専用USBメモリ「USB-VA」シリーズ）、SDメモリーカード（2015年まで）、ポータブル電源（2023年以降）、ポータブルソーラーパネル（2023年以降）、音楽ソフトと映像ソフト（ビクターエンタテインメント）
- 設立当初に保持していた記録メディア製造販売事業は、のちにビクターアドバンストメディア (VAM) へ移管し、2015年12月末にVAM親会社の太陽誘電とともに事業から完全撤退した。
- Victorブランドは2012年から2016年までJVCブランドへ統一し、日本国内から音楽レーベルを除きVictorロゴが一旦消滅した。
- 春日無線電気商会創立70周年と日本ビクター創立90周年に合わせ、「JVCブランドとケンウッドブランドに当てはまらない、独創的な製品を展開するブランド」として2017年にVictorブランドを復活した。
- 2017年12月から三菱ケミカルメディア（現・Verbatim Japan）は、販売する記録メディアにVerbatimブランドとMITSUBISHIブランド（以上はアイ・オー・データ機器が総代理店）に加えてVictorブランドの使用を開始した。問い合わせ先はJVCケンウッドの電話番号である。

TOTOKU
医用及び産業用モニター（2018年7月1日以降はJVCブランド）

## 主な事業
モビリティ・テレマティクスサービス分野
- カーナビゲーション、カーオーディオ、ドライブレコーダー、テレマティックサービスなど

パブリックサービス分野
- 無線システム事業

業務用無線機、特定小電力トランシーバー、アマチュア無線機器など
- 業務用システム事業

セキュリティカメラ、業務用音響システムなど、ヘルスケア（医療用ディスプレイ、計測システムなど）
メディアサービス分野
- メディア事業

ビデオカメラ、プロジェクター、オーディオ、ヘッドホン、イヤホン、ポータブル電源、映像・光学デバイスなど
- エンタテインメント事業

音楽ソフト、映像ソフトなど

## 事業所
- 本社・横浜事業所 - 神奈川県横浜市
- 白山事業所 - 神奈川県横浜市
- 久里浜事業所 - 神奈川県横須賀市

## 主要グループ会社

### 日本国内
生産会社
- JVCケンウッド

主要連結会社
- ビクターエンタテインメント（二代目法人）[注 4]
- JVCケンウッド・公共産業システム
- JVCケンウッド・ビデオテック
- JVCケンウッド・サービス
- JVCケンウッド・エンジニアリング
- JVCケンウッド・デザイン
- JVCケンウッド・パートナーズ

### 日本国外
生産会社
- JVCKENWOOD Electronics Malaysia Sdn. Bhd.（マレーシア）
- JVCKENWOOD Electronics (Thailand) Co., Ltd.（タイ）
- JVCKENWOOD Optical Electronics (Thailand) Co., Ltd.（タイ）
- P.T. JVC Electronics Indonesia（インドネシア）
- Shanghai Kenwood Electronics Co. Ltd.（中国）
- Beijing JVCKENWOOD AV Equipment Co., Ltd.（中国）

事業運営会社
- 米州地域
  - JVCKENWOOD USA Corporation（アメリカ合衆国）
  - JVCKENWOOD Canada Inc.（カナダ）
  - JVCKENWOOD Latin America, S.A.（パナマ）

- EMEA地域
  - JVCKENWOOD U.K. Limited（イギリス）
  - JVCKENWOOD Deutschland GmbH（ドイツ）
  - JVCKENWOOD Europe B.V.（オランダ）
  - JVCKENWOOD Italia S.p.A.（イタリア）
  - JVCKENWOOD RUS Limited Liability Company（ロシア）
  - JVCKENWOOD Gulf Fze（アラブ首長国連邦）

- アジア・オセアニア地域
  - JVCKENWOOD Sigapore Pte. Ltd.（シンガポール）
  - JVCKENWOOD Malaysia Sdn. Bhd.（マレーシア）
  - JVCKENWOOD Thailand Co., Ltd.（タイ）
  - PT. JVCKENWOOD Indonesia（インドネシア）
  - JVCKENWOOD Australia Pty. Ltd.（オーストラリア）

- 中国地域
  - JVCKENWOOD (China) Investment Co., Ltd.
  - JVCKENWOOD Hong Kong Ltd.
  - JVCKENWOOD Trading (Shanghai) Co, Ltd.

主要海外関連会社
- EF Johnson Technologies, Inc.（アメリカ合衆国）
- ASK Industries S.p.A.（イタリア）
- Radio Activity S.r.l.（イタリア）
- Rein Medical GmbH（ドイツ）
- JVCKENWOOD Technologies Singapore Pte. Ltd.（シンガポール）
- JVCKENWOOD Hong Kong Holdings Ltd.（香港）

## エリア放送
日本国内で地上一般放送局の免許を受け、ワンセグエリア放送を実施した。
| 局名                            | 識別信号     | 物理チャンネル | 周波数         | 空中線電力 | ERP  |
| ------------------------------- | ------------ | -------------- | -------------- | ---------- | ---- |
| JVCケンウッド本社エリア放送     | JOXZ3BP-AREA | 42ch           | 647.142857 MHz | 77μW       | 55μW |
| JVCケンウッド勤労会館エリア放送 | JOXZ3BQ-AREA | 42ch           | 647.142857 MHz | 77μW       | 55μW |

- 免許年月日 平成25年9月19日
- 免許有効期限 平成25年12月31日

## 提供番組
- S-PARK（フジテレビ、2022年4月 - ）
- JFN時報（2012年4月～2013年3月）‐ 平日21時のみ（JFN系）。JFN結成から1985年3月末まで「トリオ」が時報をCM提供した。